# Druzjanna
Druzjanna – imię żeńskie, utworzone od nazwy rodowej rzymskiej rodziny – Drusus. Patronką imienia jest święta z apokryfu o Janie Ewangeliście. W średniowieczu poświadczona jako Drużyjan(n)a. Imię to było używane w Polsce częściej około XV–XVIII wieku, potem dosyć rzadkie. Nosiła je siostra przyrodnia Jana Kochanowskiego, po mężu Tynicka.
Męskim odpowiednikiem jest Druzjan.
Druzjanna imieniny obchodzi 24 grudnia.

## Druzjanna w sztuce
- w malarstwie istnieje kilka znanych przedstawień wskrzeszenia Druzjanny przez św. Jana Ewangelistę, m.in.:
  - Wskrzeszenie Druzjanny – fresk Giotta w kościele Świętego Krzyża we Florencji
  - Św. Jan wskrzesza Druzjannę – fresk Filippino Lippiego w kościele Santa Maria Novella we Florencji
- wskrzeszenia Druzjanny dotyczy dramat rymowaną prozą Kallimach Rozwity z Gandersheim[1].
- postać o imieniu Druzjanna występuje w operze Tommaso Traetty Buovo d’Antona[2], której libretto zostało oparte na romansie anglo-normańskim z XIII wieku[3].